# 韦杜焦和科尔扎诺
韦杜焦和科尔扎诺（義大利語：Veduggio con Colzano），是意大利蒙扎和布里安扎省的一个市镇。总面积3.49平方公里，人口4463人，人口密度1278.8人/平方公里（2009年）。ISTAT代码为015233。